# Inmigración sueca en Argentina

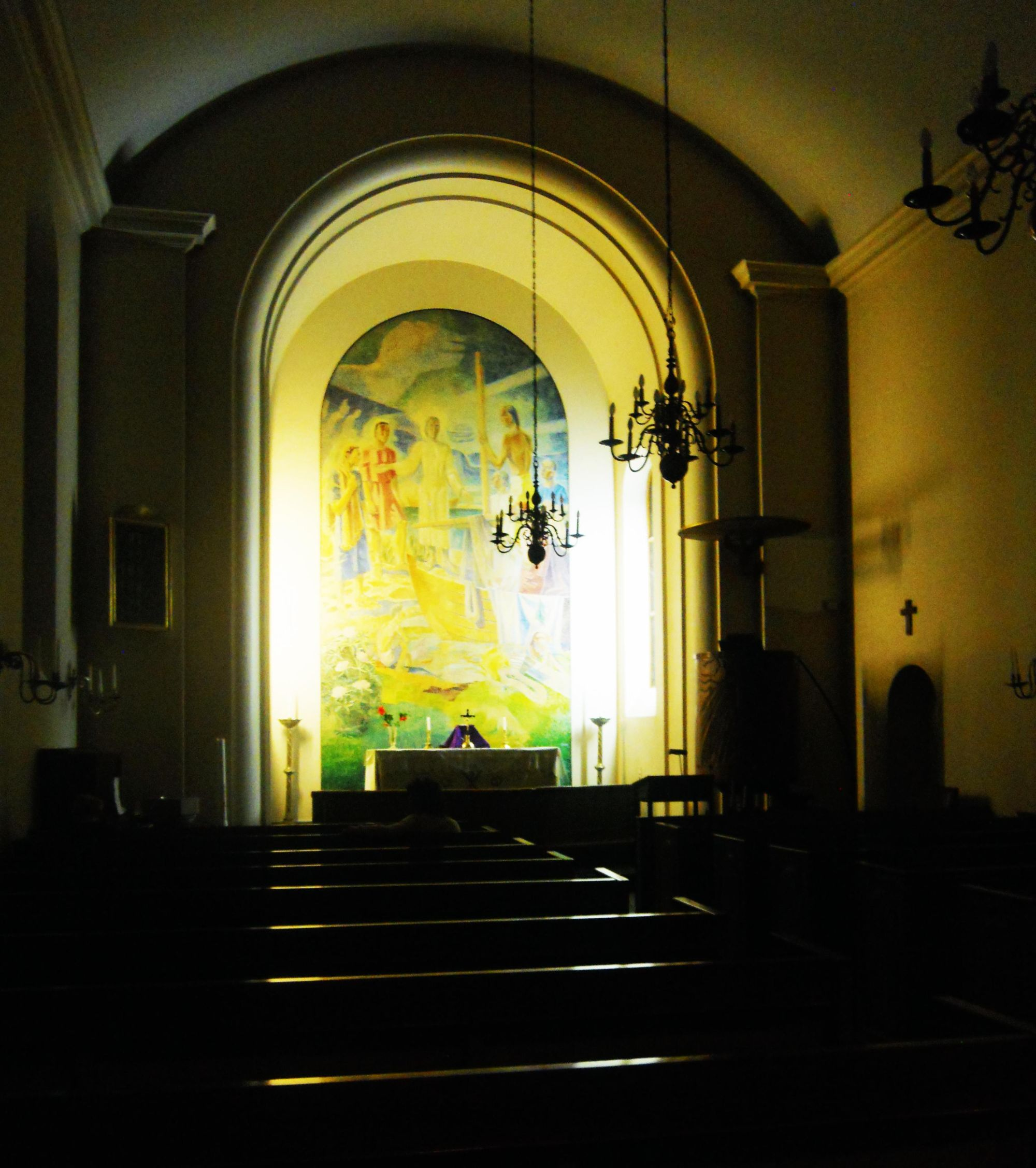
Iglesia Nórdica de Buenos Aires.

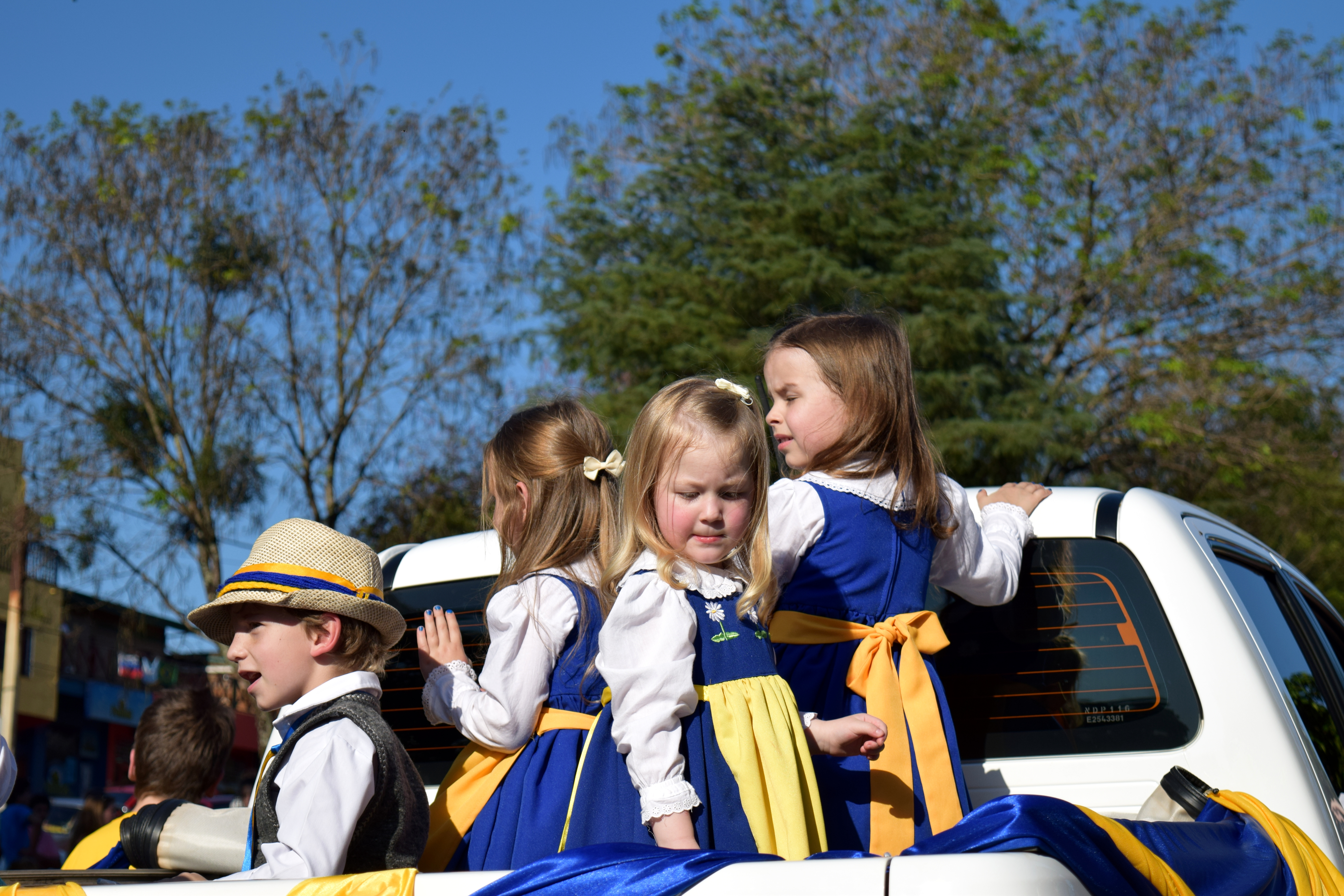
Niños de la colectividad sueca en la Fiesta del Inmigrante 2014 en Oberá, Misiones.

La inmigración sueca en Argentina tuvo lugar principalmente a comienzos del siglo XIX, cuando los suecos llegaron al país. Muchos suecos llegaron a la Argentina por razones económicas y para comenzar una nueva vida. Los suecos también ayudaron a construir la Argentina, en particular para contribuir a la construcción de ferrocarriles de la nación a mediados del siglo XIX.
Los asentamientos suecos en Argentina tuvieron lugar principalmente entre mediados y fines del siglo XIX.
Los primeros suecos que arribaron a la Argentina fueron registrados como convertidos al catolicismo por la Compañía de Jesús presente en Córdoba en 1763. Muchos de los suecos que habían llegado durante la primera mitad del siglo XIX lucharon en la Guerra Civil entre Federales y Unitarios de ambos lados.
Una importante comunidad se estableció en Misiones donde fundaron el pueblo Villa Svea, hoy día Oberá. Argentina posee la tercera comunidad de suecos en el mundo, detrás de Estados Unidos y Canadá y adelante de Brasil y Australia.

## Historia

### Inmigración sueca en Misiones
La perspectiva del desarrollo de la yerba mate, que se utiliza para hacer el té de hierbas que es la infusión nacional de Argentina y otros países sudamericanos, condujo a los suecos hacia Misiones a principios del siglo XX, aunque no directamente arribando todos desde Suecia, sino que algunos lo hicieron desde Brasil, donde habían sido atraídos por la sede de oficinas de reclutamiento de inmigrantes instalada en Alemania.
En Brasil, los recién llegados no tardaron en descubrir que la propaganda por parte de oficiales de contratación eran nada más que promesas vacías. Alrededor de 1913 las promesas comenzaron a volverse realidad del otro lado de la frontera, en el territorio argentino de Misiones, donde la tierra era más fértil y donde el gobierno estaba ofreciendo incentivos a los agricultores para hacer crecer un cultivo comercial rentable conocido como el oro verde - yerba mate. En 1.908 cuatro de los colonos suecos decidieron explorar esas tierras, ellos eran: Los hermanos Kallsten, Halar Bengelsdorf y los hermanos Carlos y Guillermo Petersson. Estos volvieron fascinados con Yerbal Viejo y relataban la prometedora tierra roja y sin piedras e insistían en el traslado al lugar, pero los ancianos se resistían a la idea; terminándose de asentar en Yerbal viejo, lo que dio origen a la fundación de la ciudad de Oberá Misiones.

## Los suecos en Argentina hoy

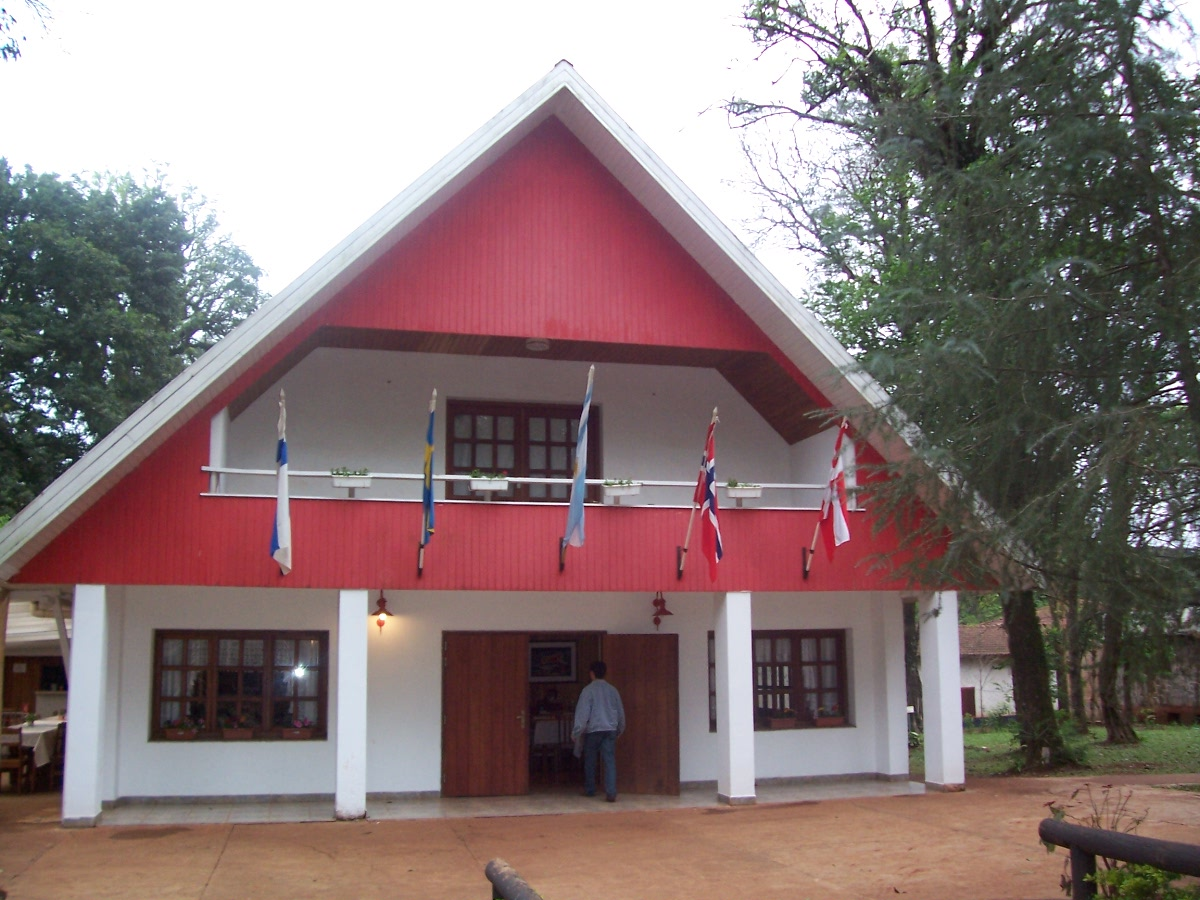
Casa de la Colectividad Nórdica de Oberá. La colectividad que abarca a las colectividades sueca, danesa, noruega, islandesa y finlandesa.

### Carlos XVI Gustavo de Suecia
El rey Carlos XVI Gustavo ha realizado varias visitas privadas a la Argentina en los últimos años. El rey y la reina hacen visitas a su vecino Brasil, siendo la patria natal de la madre de la reina Silvia, pero las visitas a la Argentina han sido para comprobar las grandes extensiones de terreno subvaluado que el Rey ha adquirido durante los últimos años. Curiosamente su ancestro Jean Baptiste Bernadotte, fundador de la actual dinastía quien se convirtió en Carlos XIV Juan, también tenía un interés en la Argentina. Se cree que envió el soldado Johan Adam Graaner a la Argentina en 1816 para averiguar lo que sus posibilidades eran de reclamar el trono de una monarquía argentina potencial. Graaner era el único extranjero presente en la declaración de independencia argentina de España, y sus preguntas planteadas levantaron muchas sospechas.
En 1845, Suecia, reconoció formalmente la soberanía argentina y poco después los buques de guerra Lagerbjelke y Eugenia hicieron una visita al nuevo país al mismo tiempo mirando las rutas comerciales en el continente sudamericano. Se pasó a llegar a Buenos Aires justo a tiempo para la rebelión contra el gobernador Juan Manuel de Rosas. Sin embargo, los escritos del viaje por dos oficiales de la Armada a bordo eran tanto, si no más, acerca de las hermosas mujeres porteñas de Buenos Aires, ya que tenían cierta participación de los dramáticos acontecimientos políticos que tenían lugar.

### El Club Sueco
El Club Sueco se encuentra en Buenos Aires. Tiene una ubicación céntrica en la Casa Sueca de siete pisos, que también alberga la Embajada de Suecia y la Cámara Argentino-Sueca de Comercio. En el restaurante y el bar de la Asociación Sueca, se sirven almuerzos suecos. Svenska Föreningen fue fundada en 1898 por un grupo de profesionales suecos. La Sociedad tenía varias casas diferentes, hasta que el magnate naviero sueco Axel Axelsson Johnson hizo una importante donación de un edificio en 1920.

### El Cementerio Sueco
•	El 4 de enero de 1918 se crea el Cementerio Sueco por iniciativa y donación del terreno necesario por parte de Carlos Juan Petterson a la Asociación Escandinava Svea, se construye así el 1.er Cementerio de la Colonia Yerbal Viejo, conocido como Cementerio Sueco, actualmente en la ciudad de Oberá Misiones Argentina

### Día del Inmigrante
Durante el mes de septiembre muchos argentinos de origen sueco celebran el Día de los Inmigrantes, junto con otros argentinos. Ese día se celebra la cultura de los grupos de inmigrantes y la unidad nacional.

### Suecos Argentinos y Argentinos de Ancestralidad Sueca
- Carla Peterson - Actriz[3]
- Leopoldo Torre Nilsson - Director de cine[4]
- Dagmar Hagelin - Estudiante desaparecida[5][6]
- Jennifer Dahlgren - Atleta
- Henrik Åberg - Arquitecto[7]
- Carl August Kihlberg - Arquitecto[8]